# Halopteris glutinosa
Halopteris glutinosa är en nässeldjursart som först beskrevs av Jean Vincent Félix Lamouroux 1816.  Halopteris glutinosa ingår i släktet Halopteris och familjen Halopterididae. Inga underarter finns listade i Catalogue of Life.